# Chariotage

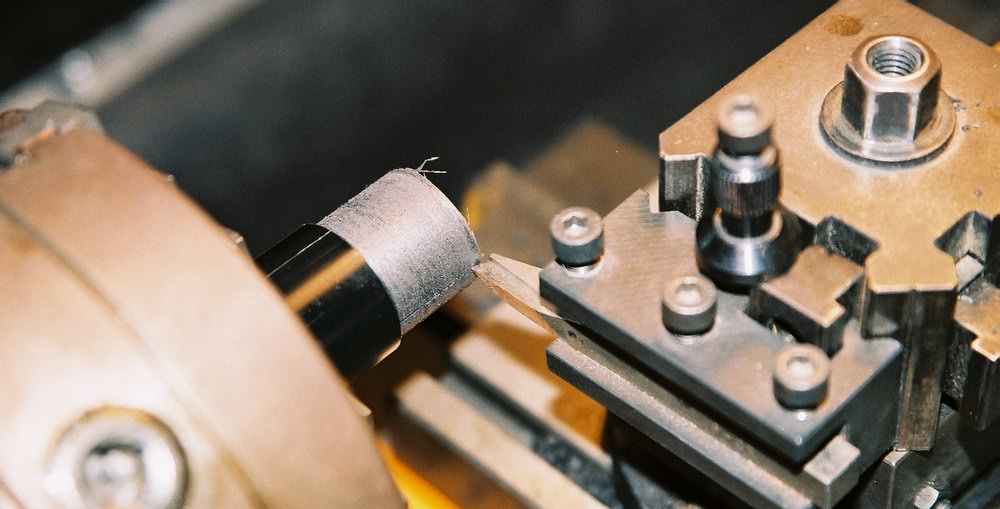
Chariotage au couteau

Le chariotage est une opération consistant à usiner sur un tour un cylindre d'un certain diamètre par déplacement de l'outil de coupe suivant un axe parallèle à l'axe de rotation de la pièce.

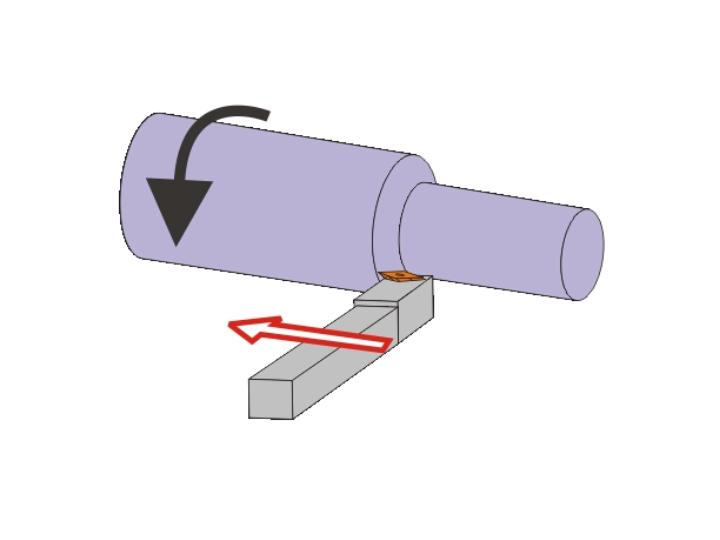
Principe du chariotage